# 比泰托
比泰托（義大利語：Bitetto），是意大利巴里省的一个市镇。总面积35平方公里，人口11563人，人口密度330.4人/平方公里（2009年）。ISTAT代码为072010。